# Pistolet Steyr GB
Steyr GB – pistolet samopowtarzalny austriackiej firmy Steyr kalibru 9 × 19 mm Parabellum, działający na zasadzie zamka półswobodnego z mechanizmem gazowego opóźniania otwarcia. Po raz pierwszy pojawił się w 1974 roku. Początkowo produkowany pod nazwą P-18 lub Pi-18, wszedł do masowej produkcji pod ostateczną nazwą GB w 1981 roku. Projekt powstał w związku z ogłoszeniem przez austriacką armię zamiaru zastąpienia, będących na wyposażeniu wojska, wysłużonych pistoletów Walter P38 i Browning HP.

## Historia
Zanim rozpoczęto jego masową produkcję pod ostateczną nazwą Steyr GB, produkowany był w Stanach Zjednoczonych przez importera związanego z firmą Steyr-Daimler-Puch AG Lesa Rogaka. Wówczas znany był jako Rogak P-18, albo po prostu P-18 lub Pi-18. Pistolet nie odniósł jednak sukcesu rynkowego w USA z dwóch co najmniej powodów. Po pierwsze kaliber 9 × 19 mm Parabellum nie był jeszcze w latach siedemdziesiątych popularny w USA (dopiero w latach osiemdziesiątych na wyposażenie US Army przyjęty został pistolet Beretta 92SB-F znany jako M9). Po drugie fatalne wykonanie pistoletu w fabryce Rogaka – L.E.S. Incorporated w Morton Grove w stanie Illinois, powodowało jego olbrzymią zawodność. Pistolet dorobił się przez to powszechnie używanego, pejoratywnego niewątpliwie określenia Jammatic (jam – ang. zacinać się, automatic – ang. automatyczny). Ostatecznie po wyprodukowaniu 2300 egzemplarzy, produkcję pistoletu, na początku lat osiemdziesiątych przeniesiono do Austrii, gdzie poddany został przeróbkom i usprawnieniom.
Dało to solidne podstawy modelowi GB do odniesienia znaczącego sukcesu rynkowego. Jednakże w 1983 roku pojawił się pistolet Glock 17, który ostatecznie został wybrany jako służbowy pistolet austriackich sił zbrojnych (zamówienie obejmowało 25 000 sztuk), co dla Steyra było poważnym ciosem. Firma Steyr-Daimler-Puch AG raz jeszcze spróbowała sukcesu na amerykańskim rynku, startując do przetargu na broń służbową US Army (pistolet XM9) w listopadzie 1983 roku. Przetarg obejmował zamówienie na dostarczenie ponad 300 000 sztuk pistoletów. Pomimo niezłych ocen za celność (znalazł się nawet na wyposażeniu niektórych żołnierzy jednostek specjalnych) GB odpadł jednak z konkursu w maju 1984 roku. Podstawową przyczyną była jego zawodność. Przetarg ostatecznie wygrał pistolet Beretta model 92SB-F.
Po dwóch tak spektakularnych porażkach, Steyr GB znalazł się na wyposażeniu policjantów w Pakistanie i Libanie, co jednak nie było wystarczającym sukcesem komercyjnym. Firma odnotowywała również przez jakiś czas rosnącą sprzedaż pistoletów GB na rynku cywilnym, co zawdzięczała głównie niezłej opinii i dobrej reklamie. Mimo to problemy marketingowe doprowadziły do podjęcia w 1986 roku decyzji o zaprzestaniu produkcji.
Ostatecznie produkcję GB zakończono w roku 1988, po wyprodukowaniu (według różnych danych) od 15 000 do 20 000 sztuk. Obecnie Steyr GB jest okazem kolekcjonerskim zarówno na rynku amerykańskim, jak i europejskim.

## Konstrukcja
Bardzo charakterystycznym rozwiązaniem konstrukcyjnym w pistolecie Steyr GB jest mechanizm gazowego opóźniania otwarcia zamka półswobodnego. Opracowano go w ostatnich latach wojny dla prototypu niemieckiego karabinu szturmowego VG 1-5 i eksperymentalnego modelu pistoletu Walthera. Nazwa pistoletu wzięła się właśnie od niego. GB to skrót od Gas Bremse (niem. – hamowanie gazem). Jednakże konstrukcja GB była również jego najpoważniejszą wadą. Broń wymagała wysokiej dokładności w wykonaniu, pomimo niewielkiej ilości części (ok. 50 w porównaniu do Beretty 92 F składającej się aż z 70) co pociągało za sobą wzrost kosztów produkcji i zwiększenie jego zawodności. Jednak dzięki mechanizmowi opóźniania otwarcia zamka i poligonalnej, sztywnej lufie, Steyr GB zbierał znakomite opinie za celność.
Pistolet posiada kurkowy mechanizm spustowy z samonapinaniem (DA). Niemal wszystkie jego elementy wykonane są ze stali węglowej. Jedynie panele chwytu wykonano z tworzyw sztucznych (we wcześniejszych egzemplarzach również one wykonane były ze stali). Pistolet przy stosunkowo dużych rozmiarach (imponująca pojemność magazynka – aż 18 naboi) jest lekki, co często prowadziło do mylnych wniosków, że jest on (podobnie jak Glock) w dużej mierze wykonany z tworzyw sztucznych.